# Wali al-Ahd
Walí al-ahd (àrab: ولي العهد, walī al-ʿahd, ‘príncep hereu’) designa l'hereu designat o presumpte d'un califa o un sobirà. Encara que en alguns textos ja es designa amb aquest títol a l'omeia Abd-al-Aziz ibn Marwan, probablement seria un anacronisme i la primera font coetània que esmenta l'expressió és una moneda del califa al-Mahdí (775-785) en relació al seu hereu Mussa, a qui es designa com a walí ahd al-muslimín. Modernament el títol ha estat emprat a Pèrsia sota els qadjars i a l'Iran amb els Pahlevi, als regnes d'Egipte i d'Iraq (des de vers 1921), a l'Aràbia Saudita (des de 1933), a Jordània (des de 1965) i a Qatar i Bahrein (als anys 1980).